# Carl Friedrich von Schauroth
Carl Friedrich Freiherr von Schauroth (* 26. Oktober 1818 in Reichelshof bei Schweinfurt (heute: Schonungen OT Reichelshof); † 21. März 1893 in Coburg) war ein deutscher Geologe und Paläontologe. 

## Leben
Carl Friedrich Freiherr von Schauroth war der Sohn des Festungs- und Stadtkommandanten von Coburg und studierte nach dem Abitur in Coburg ab 1837 an der Bergakademie Freiberg und dann ab 1839 Mathematik, Chemie, Physik und Mineralogie an der Universität Heidelberg mit der Promotion 1840 (Die Grubenwetter). Danach war er als Kammerjunker bei Herzog Ernst I. von Coburg mit der Inventarisierung der Naturaliensammlung und Bibliothek betraut. 1844 wurde er Direktor des Herzoglichen Kunst- und Naturalienkabinetts. 1881 trat er als Direktor zurück, da er zunehmend erblindete.

## Forschungsschwerpunkte
Er befasste sich mit der Stratigraphie und Paläontologie des Zechsteins und der Trias, wobei er neben der Germanischen Trias auch die alpine Trias (Muschelkalk der Gegend von Recoaro, Vicentiner Alpen) untersuchte. Er baute die von Herzog Franz Friedrich Anton von Sachsen-Coburg-Saalfeld und dessen Nachfolgern begonnene Gesteins-, Mineralien- und Fossiliensammlung im Naturalienkabinett des Herzogs von Coburg aus und war bis 1881 dessen erster Direktor. Heute bildet sie die Sammlung Schauroth im Naturkundemuseum Coburg.

## Erstbeschreibungen (valide)
- Voltzia coburgensis SCHAUROTH, 1852
  - Locus typicus: Umgebung von Coburg
  - Stratum typicum: aus dem mittleren Keupersandstein

## Mitgliedschaften
- Deutsche Geologische Gesellschaft[1]
- Korrespondierendes Mitglied der Akademie der Wissenschaften in Wien
- Auswärtiges Mitglied der naturforschenden Gesellschaft zu Bamberg[2]

## Schriften
- Uebersicht der geognostiscben Verhältnisse des Herzogthums Coburg und der anstossenden Ländertheile, als Erläuterung zur geognostiscben Karte. In: Zeitschrift der Deutschen Geologischen Gesellschaft, 1853, S. 698–742 (zobodat.at [PDF]).
- Verzeichnis der Mineralien im Herzoglichen Naturalienkabinett zu Coburg, Dietzsche Hofdruckerei Coburg 1861 (beschrieben werden 3883 Mineralien)
- Verzeichnis der Versteinerungen im Herzoglichen Naturaliencabinet zu Coburg No.-1-4328, Dietzsche Hofdruckerei, Coburg 1865
- Ueber das Vorkommen des ‘Semionotus Bergeri’ im Keuper bei Coburg. In: Zeitschrift der Deutschen geologischen Gesellschaft, Band 3, 1851, S. 405–410 (zobodat.at [PDF]).
- 11. Herr v. Schauroth an Herrn Beyrich (über das Vorkommen von Voltzia coburgensis im mittleren Keupersandstein). In: Zeitschrift der Deutschen geologischen Gesellschaft, Band 4, 1852, S. 538–544 (zobodat.at [PDF]).
- Die Schalthierreste der Lettenkohlenformation des Grossherzogthums Coburg. In: Zeitschrift der Deutschen geologischen Gesellschaft, Band 9, 1857, S. 85–148 (zobodat.at [PDF]).
- Uebersicht der geognostischen Verhältnisse der Gegend von Recoaro im Vicentinischen. In: Sitzungsberichte der Akademie der Wissenschaften, mathematisch-naturwissenschaftliche Klasse, Band 17, Wien 1854, S. 481–562 (zobodat.at [PDF]).
- Kritisches Verzeichniss der Versteinerungen der Trias im Vicentinischen. In: Sitzungsberichte der Akademie der Wissenschaften, mathematisch-naturwissenschaftliche Klasse, Band 34, Wien 1859, S. 283–356, Taf. 1–3 (zobodat.at [PDF]).